# Лиликанский театр
Лиликанский Большой Королевский Академический Народный театр драмы, оперы и балета — театральный проект московского театра кукол «Тень», созданный в середине 1990-х годов режиссёрами Майей Краснопольской и Ильёй Эпельбаумом (1961—2020). Спектакли Лиликанского театра неоднократно получали российскую национальную театральную премию «Золотая Маска».

## История проекта

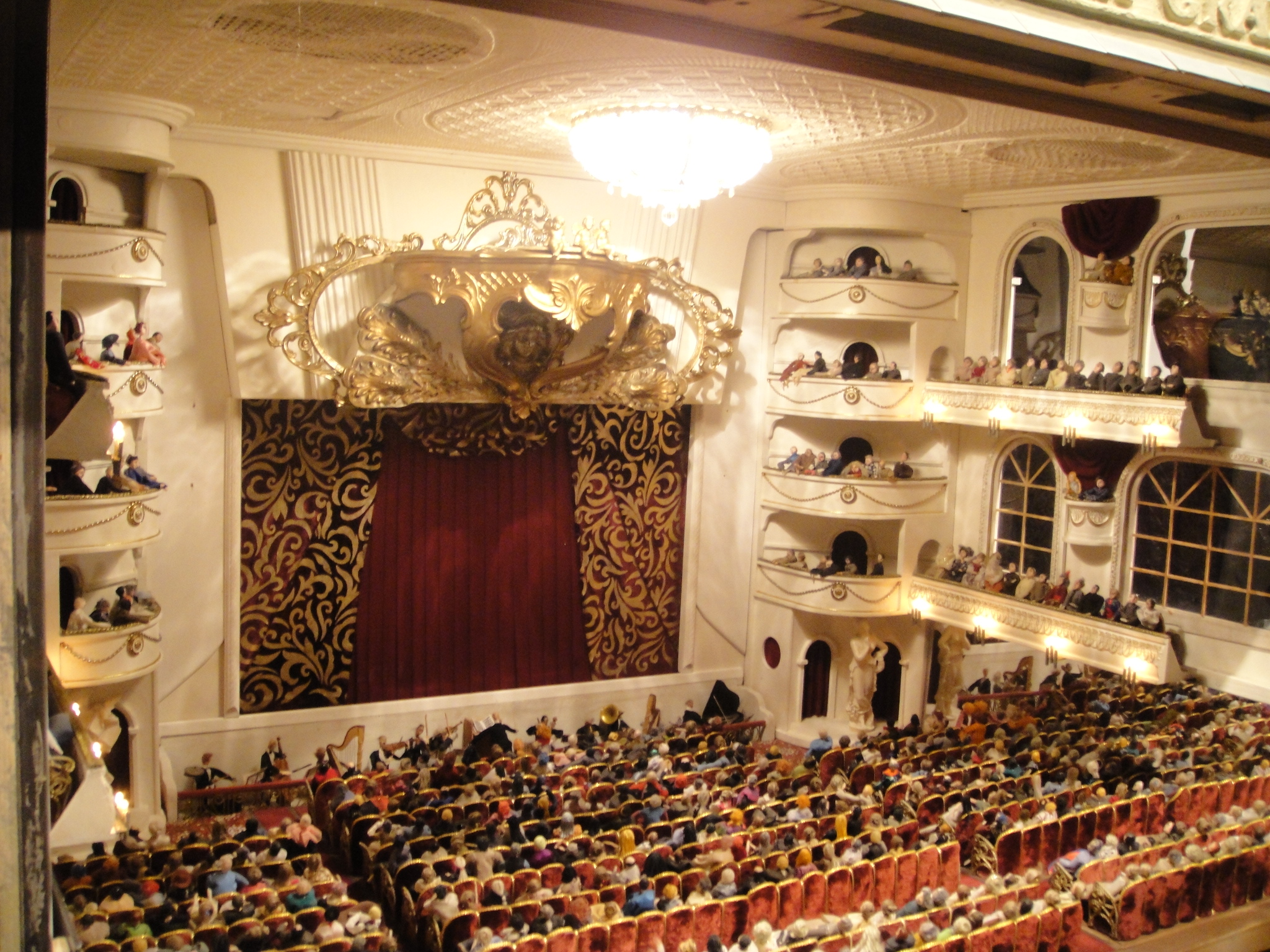
Зрительный зал Большого Лиликанского театра

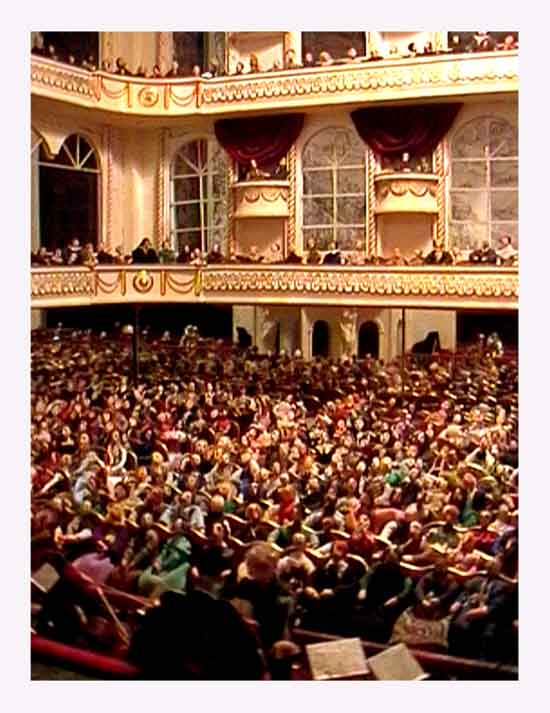
Зрители Лиликанского театра

Премьера кукольного спектакля «Гастроли Большого Королевского Академического Народного Лиликанского театра в России» состоялась в середине 1990-х годов. Первым спектаклем, сыгранным на сцене Лиликанского театра в Москве, стала пьеса «Два дерева» (1996 год). В 2000 году был создан проект «Музей театральных идей», в рамках которого Майя Краснопольская и Илья Эпельбаум стали привлекать к созданию постановок Лиликанского театра известных режиссёров, драматургов и других деятелей театра. Идея проекта заключалась в том, что в Лиликанском театре нет никаких ограничений (цензура, бюджет, предписания пожарной инспекции и т. д.), существующих в обычных театрах, — поэтому режиссёр здесь может осуществить практически любые идеи, поставив спектакль своей мечты; единственное ограничение — он не должен длиться более 15 минут. В рамках этого проекта в Лиликанском театре работали Анатолий Васильев, Тонино Гуэрра, Пётр Фоменко, Николай Цискаридзе и другие. В 2012 году был создан проект «Скорая театральная помощь», в рамках которого Лиликанский театр на автомобиле выезжает к «велипутам» на гастроли.

## Описание

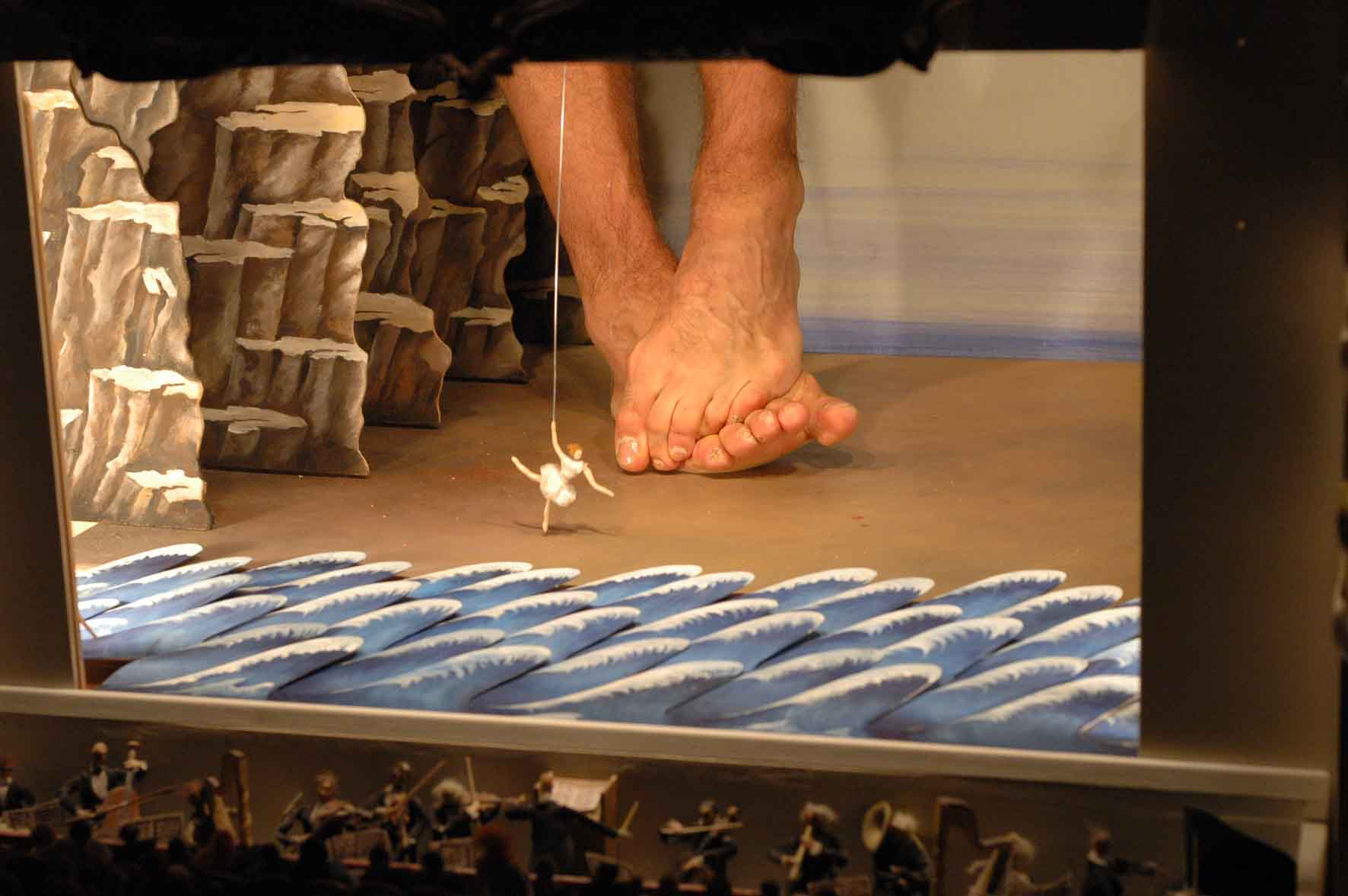
Сцена из спектакля «Смерть Полифема», Полифем — Николай Цискаридзе

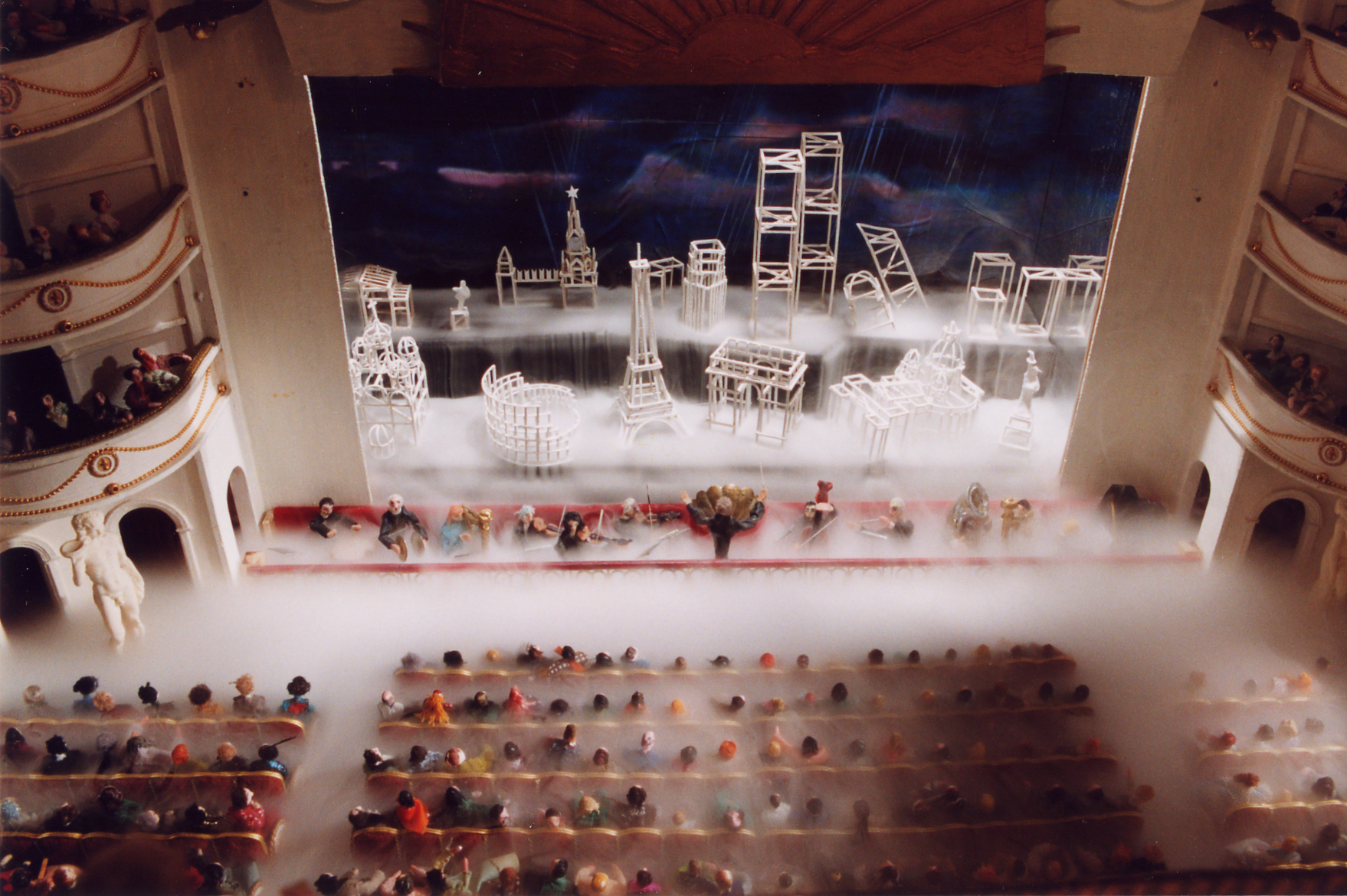
Сцена из спектакля «Дождь после потопа», автор сценария и режиссёр Тонино Гуэрра

Создатели театра Майя Краснопольская и Илья Эпельбаум придумали легенду, согласно которой лиликане — малоизвестный крошечный народ с далекого острова Мольтерра. Их средний рост — 6 см. Лиликане приплыли в Москву с гастролями своего национального театра. Жизнь лиликан сильно отличается от нашей, так как в основании лиликанского общества лежит культура. Главным видом искусства для них является театр. Лиликане предлагают зрителям-велипутам (т. е. людям) ознакомиться с такими видами своего театрального искусства, как драма, опера, балет, спектакли для детей. Автором идей постановок, созданных в сотрудничестве с велипутскими деятелями искусства, является бессмертный король Лиликании Гольбастро Момарен-Гирдайло-Шефин. 
Для проведения «Гастролей Лиликанского Большого Королевского Академического Народного театра в России» в помещении театра «Тень» была оборудована специальная комната, в которой был установлен макет Лиликанского театра. Это кукольный дом, представляющий собой помпезный имперский театр в миниатюре: фасад украшен портиком с рядом колонн, его фронтон венчает квадрига, стены декорированы лепниной, у входа в театр висят афиши с репертуаром. Внутри театра огромная хрустальная люстра, бархатные ложи, балконы, канделябры, перед богатым занавесом играет крошечный оркестр и сотни кукол-зрителей в вечерних нарядах ждут начала спектакля.
Чтобы попасть на спектакль, зрителям необходимо получить лиликанские визы и затем пересечь границу. Велипутам, пришедшим на спектакль Лиликанского театра (их может быть не более шести), предлагается сесть снаружи здания и смотреть на сцену и зрительный зал через окна театра. Перед началом спектакля раздаются бинокли и наушники, так как спектакли на лиликанском языке сопровождаются синхронным переводом. В антракте подаются закуски — крохотные бутерброды, изготовленные лиликанами. В перерыве также можно ознакомиться с их культурой, приобрести их книги, газеты и другую сувенирную продукцию.

## Спектакли
- «Два дерева», режиссёры Майя Краснопольская и Илья Эпельбаум. Премия «Золотая Маска» 1997 года в номинации «Лучшая работа режиссёра в театре кукол».
- «Мизантроп» по пьесе Ж.-Б. Мольера, режиссёр Анатолий Васильев, он же в роли Альцеста (голос). Премия «Золотая Маска» 2002 года в номинации «Новация».
- «Дождь после потопа», автор сценария и режиссёр Тонино Гуэрра, он же исполнитель «Песни венгерских женщин».
- «Апокалипсис», режиссёры Илья Эпельбаум и Анатолий Васильев (2004 год). Премия «Золотая Маска» 2005 года в номинации «Новация».
- «Вечер многоактных опер», режиссёры Майя Краснопольская и Илья Эпельбаум.
- «Смерть Полифема», трагический балет в 2-х действиях с участием Николая Цискаридзе, режиссёры Майя Краснопольская и Илья Эпельбаум, автор сценария Илья Эпельбаум (2005 год).
- «Эпос о лиликане», режиссёры Мария Литвинова и Вячеслав Игнатов, художник Екатерина Ивушкина. Премия «Золотая Маска» 2010 года в номинации «Лучший спектакль театра кукол».
- «Скорая театральная помощь» — проект выездных показов спектаклей репертуара (2012 год). Две премии «Золотая Маска» 2013 года в номинациях «Лучший спектакль» и «Лучшая работа режиссёра» в театре кукол.